# Kenya Open 2012

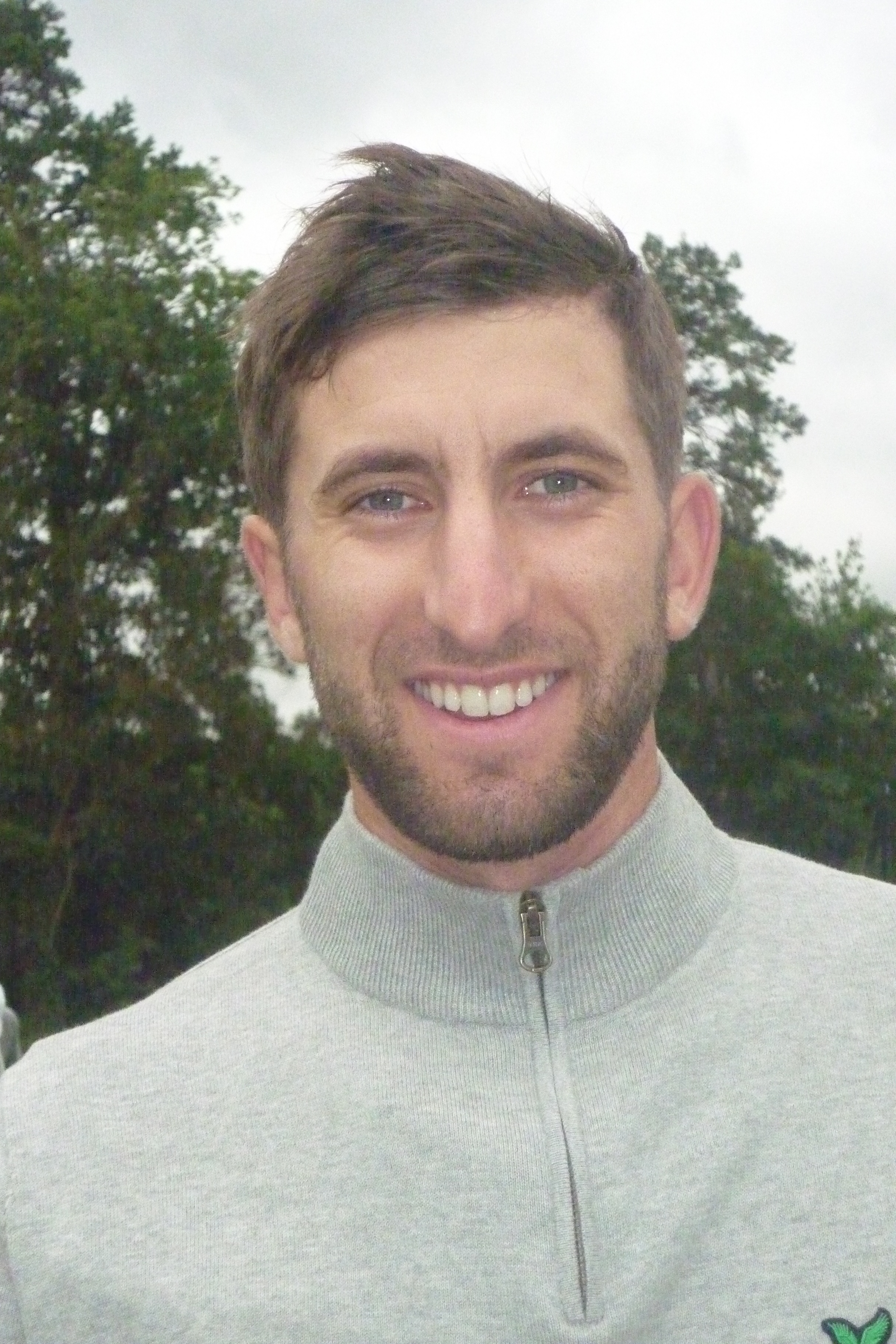
Seve Benson, winnaar 2012

Het Barckays Kenya Open is een golftoernooi van de Europese Challenge Tour. In 2012 wordt het van 29 maart - 1 april gespeeld, werderom op de Muthaiga Golf Club. De par van de baan is 71.
Het toernooi is drie keer gewonnen door een Nederlander, Jan Dorrestein won het in 1970 en 1973 en Maarten Lafeber won het in 1999. In 2012 doen Floris de Vries en Jurrian van der Vaart mee. Ze begonnen goed, resp. met een ronde van 69 en 67, maar de score van de tweede ronde was boven par. Pierre Relecom haalde de cut niet.

## Verslag
Leider na ronde 1 en 2 was de Deen Morten Orum Madsen die met een ronde van 64 begon en daarna aan de leiding bleef ondanks een tweede ronde van 72. Op de tweede plaats stonden Seve Benson en de Kenyaan Dismas Indiza (1968).
Aan het einde van ronde 3 stonden twee spelers aan de leiding, Lasse Jensen en Gary Lockerbie. Indiza had even een inzinking en verloor vijf slagen in holes 14-16.
De laatste ronde eindigde in een play-off tussen Seve Benson en Lasse Jensen. Jensen sloeg zijn tweede slag in de bunker en maakte bogey, Benson lag met 2 op de green en maakte par.

De twee Nederlanders eindigden samen op de tiende plaats.
- Leaderboard

| Speler                | Ronde 1 | Ronde 1 | Nr  | Ronde 2 | Ronde 2 | Stand | Stand | Ronde 3 | Ronde 3 | Stand | Stand | Ronde 4 | Ronde 4 | Stand | Stand |
| --------------------- | ------- | ------- | --- | ------- | ------- | ----- | ----- | ------- | ------- | ----- | ----- | ------- | ------- | ----- | ----- |
| Seve Benson           | 66      | -5      | T2  | 71      | par     | -5    | T2    | 71      | par     | -5    | T3    | 66      | -5      | -10   | 1     |
| Lasse Jensen          | 69      | -2      | T18 | 71      | par     | -2    | T11   | 66      | -6      | -8    | T1    | 69      | -2      | -10   | 2     |
| Gary Lockerbie        | 69      | -2      | T18 | 69      | -2      | -4    | T4    | 67      | -4      | -8    | T1    | 72      | +1      | -7    | T5    |
| Floris de Vries       | 69      | -2      | T18 | 73      | +2      | par   | T28   | 69      | -2      | -2    | T13   | 69      | -2      | -4    | T10   |
| Jurrian van der Vaart | 67      | -4      | T4  | 76      | +5      | +1    | T41   | 71      | par     | +1    | T34   | 66      | -5      | -4    | T10   |
| Dismas Indiza         | 67      | -4      | T4  | 70      | -1      | -5    | T2    | 75      | +4      | -1    | T22   | 70      | -1      | -2    | T21   |
| Morten Orum Madsen    | 64      | -7      | 1   | 72      | +1      | -6    | 1     | 72      | +1      | -5    | T3    | 75      | +4      | -1    | T26   |
| Pierre Relecom        | 71      | par     | T   | 75      | +4      | +4    | MC    |         |         |       |       |         |         |       |       |

| Leider |  | Toernooirecord |  | MC = missed cut = cut gemist |  | DQ = disqualified |